# Ascendancy (album)
Pour les articles homonymes, voir Ascendancy.
Albums de Trivium
Ember to Inferno
(2003) The Crusade
(2006)
Ascendancy est le second album studio du groupe de metal Trivium, sorti le 15 mars 2005 chez Roadrunner Records.

## Liste des morceaux
1. The End of Everything - 1:20
2. Rain - 4:12
3. Pull Harder on the Strings of Your Martyr - 4:52
4. Drowned and Torn Asunder - 4:18
5. Ascendancy - 4:26
6. A Gunshot to the Head of Trepidation - 5:55
7. Like Light to the Flies - 5:40
8. Dying in Your Arms - 2:53
9. The Deceived - 5:12
10. Suffocating Sight - 3:48
11. Departure - 5:42
12. Declaration - 7:00

Chanson bonus édition spéciale
1. Washing Away Me In the Tides - 3:46

Chansons bonus réédition
1. Blinding Tears Will Break the Skies - 5:10
2. Washing Away Me In the Tides - 3:46
3. Master of Puppets (reprise de Metallica) - 8:11
4. Dying In Your Arms (video mix) - 3:05

## Musiciens
- Matt Heafy - chant, guitare
- Corey Beaulieu - guitare, chœur
- Paolo Gregoletto – basse, chœur
- Travis Smith - batterie, percussions

## Classements hebdomadaires
| Classement (2006)                     | Meilleure place |
| ------------------------------------- | --------------- |
| États-Unis (Billboard 200)            | 151             |
| Royaume-Uni (UK Albums Chart)         | 79              |
| Royaume-Uni (UK Rock and Metal Chart) | 1               |

## Certifications
| Pays              | Certification |
| ----------------- | ------------- |
| Royaume-Uni (BPI) | Or            |